# Шенгајсинг
Шенгајсинг (њем. Schöngeising) општина је у њемачкој савезној држави Баварска. Једно је од 23 општинска средишта округа Фирстенфелдбрук. Према процјени из 2010. у општини је живјело 1.867 становника. Посједује регионалну шифру (AGS) 9179147.

## Географски и демографски подаци
Шенгајсинг се налази у савезној држави Баварска у округу Фирстенфелдбрук. Општина се налази на надморској висини од 530 метара. Површина општине износи 12,9 km². У самом мјесту је, према процјени из 2010. године, живјело 1.867 становника. Просјечна густина становништва износи 145 становника/km².